# Cyclosternum palomeranum
Cyclosternum palomeranum là một loài nhện trong họ Theraphosidae.
Loài này thuộc chi Cyclosternum. Cyclosternum palomeranum được miêu tả năm 2000 bởi West.